# Gerje-mente
Gerje-mente este o arie protejată (arie specială de conservare — SAC, sit de importanță comunitară — SCI) din Ungaria întinsă pe o suprafață de 3.343,07 ha, integral pe uscat.

## Localizare
Centrul sitului Gerje-mente este situat la coordonatele 47°07′44″N 19°53′07″E / 47.128889°N 19.885278°E.

## Înființare
Situl Gerje-mente a fost declarat sit de importanță comunitară în mai 2004 pentru a proteja 1 specie de plante și 11 specii de animale. Situl a fost protejat și ca arie specială de conservare în februarie 2010.

## Biodiversitate
Situată în ecoregiunea panonică, aria protejată conține 4 habitate naturale: Stepe și mlaștini sărate panonice, Pajiști cu Molinia pe soluri calcaroase, turboase sau argilos-nămoloase (Molinion caeruleae), Pajiști aluvionare inundabile, de Cnidion dubii, Păduri aluvionare cu Alnus glutinosa și Fraxinus excelsior (Alno-Padion, Alnion incanae, Salicion albae).
La baza desemnării sitului se află mai multe specii protejate:
- plante (1): Cirsium brachycephalum
- amfibieni (1): buhai de baltă cu burta roșie (Bombina bombina)
- mamifere (3): castor (Castor fiber), vidră de râu (Lutra lutra), popândău (Spermophilus citellus)
- nevertebrate (3): Cucujus cinnaberinus, fluturele purpuriu (Lycaena dispar), Maculinea teleius
- pești (3): zvârluga (Cobitis taenia), țipar (Misgurnus fossilis), boarță (Rhodeus sericeus amarus)
- reptile (1): țestoasa de baltă (Emys orbicularis)

Pe lângă speciile protejate, pe teritoriul sitului au mai fost identificate 19 specii de plante, 4 specii de păsări, 3 specii de amfibieni, 5 specii de nevertebrate, 2 specii de reptile.